# بزرگراه دو کمال
بزرگراه دو کمال، یک بزرگراه در حال احداث در تبریز است که با طول ۱۰ کیلومتر و عرض ۶۰ متر و با هزینه ۲ هزار میلیار ریال قرار است، طرح تبادل امام علی در شرق تبریز را با عبور از امتداد مهرانه‌رود، به بزرگراه چای‌کنار در منطقه بیلانکوه و مقبره دوکمال در مرکز شهر متصل کند. برای ساخت و تکمیل نمودن پروژه بزرگراه دو کمال به احتمال فراوان اندک باغات بجا مانده از دوران باغشهر تبریز واقع در محله قدیمی بیلانکوه زدوده و از میان برداشته خواهند شد از این رو بناهای تاریخی واقع در بستر باغات بیلانکوه نیز در معرض نابودی قرار خواهند گرفت
فاز اول این بزرگراه در حد فاصل خیابان شفیع‌زاده تا بارنج در بهمن ۱۳۹۴ به بهره‌برداری رسید.